# Color Fantasy (schip, 2004)

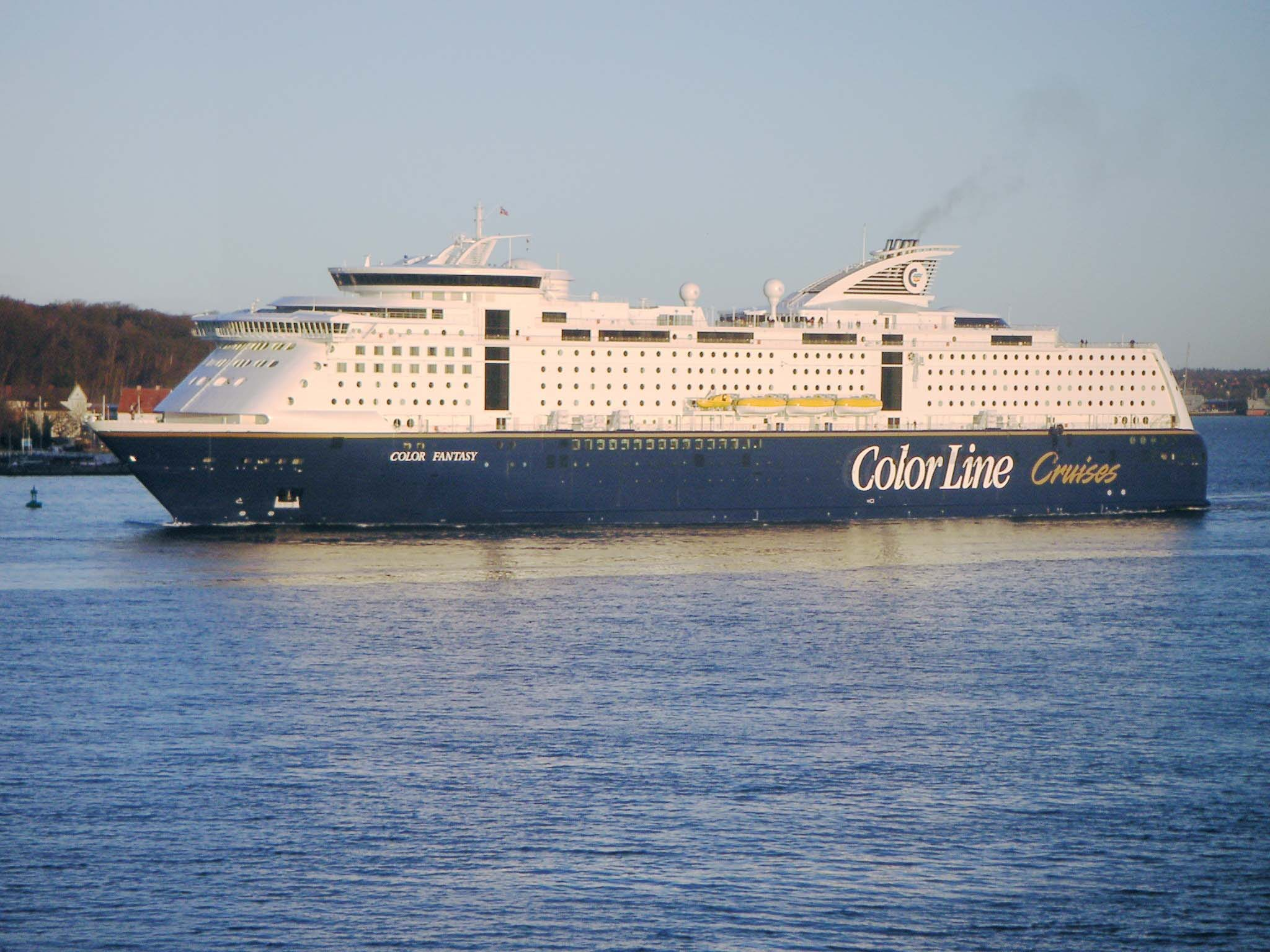
MS Color Fantasy

De MS Color Fantasy is een cruiseferry, eigendom van de rederij Color Line. Ze is actief op de route tussen Oslo, Noorwegen en Kiel, Duitsland. Het schip werd gebouwd in Turku door Aker Finnyards te Finland in 2004. De Color Fantasy is het op een na grootste cruiseferry ship ter wereld. Het zusterschip van het MS Color Fantasy is het grootste cruiseferry ship ter wereld, het MS Color Magic.

## Aan boord

### Restaurants en cafés
Oceanic à la Carte Restaurant, Grand Buffet, Cosmopolitan Gourmet Restaurant, Mama Bella Pizza, Ristorante, Tapas Bar, Promenade Café, Sports & Burger Bar, Observation Lounge

### Activiteiten
Color Spa & Fitness Center, Aqualand, Golfsimulator/Putt green, Adventure Planet, Cinema, Teen's Plaza, Kid's Corner, Baby's plaza

### Bars, nachtclubs en entertainment
Tower Night Club, Fantasy Show Lounge, Observation Lounge, Casino, Donkey Pub, Cosmopolitan Bar, Bar Bella

### Shopping
Fantasy Promenade, Tax Free Market, Color Shop, Fashion Boutique, Perfume & Cosmetics, 24h kiosk

### Conferentie
Color Conference Center, Exhibition Center

## Specificaties

### Afmetingen
- Lengte: 223,90 m
- Breedte: 35,00 m
- Hoogte tot dek 3: 9,5/9,7 m
- Hoogte tot dek 7: 21,9 m
- Diepgang: 6,8 m
- Deadweight: 5000t
- Tonnage: geschatte GT: 75 027
- Snelheid: 22,1kn

### Passagiers en bemanning
- Aantal passagiers: 2750
- Aantal cabines (voor passagiers): 968
- Cabines buiten: 492
- Cabines atrium: 120
- Cabines binnen: 356
- Aantal bemanning: 250
- Aantal cabines (voor bemanning): 248

### Cargo
- Trailers, Dek 3: 1030 lm
- Trailers, Dek 2: 240 lm
- Auto's, Dek 5: 200 auto's
- Auto's, Dek 4: 258 auto's
- Auto's, Dek 3: 292 auto's
- Auto capaciteit: 750 auto's